# Ole Ishøy
Ole Ishøy (* 16. Juni 1934 in Kopenhagen; † 17. Juni 1985 in Gentofte) war ein dänischer Schauspieler.

## Leben
Ole Ishøy wuchs als Sohn von Axel Rasmussen (1901–1957) und dessen Frau Inge Margrethe Ishøy (1902–1965) gemeinsam mit einem jüngeren Bruder (* 1940) in Kopenhagen auf.
Nach seinem Schulabschluss absolvierte er von 1952 bis 1956 seine Schauspielausbildung an der Schauspielschule des Odense Teater, wo er auch sein Bühnendebüt als Darsteller hatte und dort anschließend bis zum Jahr 1964 als festes Ensemblemitglied engagiert war. Als Bühnendarsteller wirkte er in zahlreichen Theaterstücken, Musicals und Kabarett-Programmen mit, so unter anderem auch am Königlichen Theater Kopenhagen, am Folketeatret, am Aarhus Teater, am Betty-Nansen-Theater, am Aalborg-Theater oder am Frederiksberg-Theater. Von 1956 bis 1981 wirkte er als Schauspieler vor der Kamera in mehr als 30 Film-und-Fernsehproduktionen mit, darunter auch in einem Film der insgesamt achtteiligen Filmreihe Vater hoch vier und in einem Film der Tatort-Reihe. Aufgrund einer schweren Erkrankung zog er sich im Jahr 1982 aus dem Rampenlicht zurück.
Ole Ishøy war unverheiratet und kinderlos. Er starb im Juni 1985 im Alter von 51 Jahren. Seine Grabstätte befindet sich auf dem Mariebjerg-Kirkegard in Gentofte.

## Filmografie (Auswahl)
- 1956: Den kloge mand
- 1957: Vater hoch vier (Filmreihe)
- 1961: Jetpiloter
- 1963: Fräulein unberührt
- 1963: Ich, Christine Keeler
- 1966: Jacob von Tyboe
- 1969: Pelikanen
- 1970: Ekko af et skud
- 1971: Tatort: Kressin stoppt den Nordexpress
- 1972: Professor Bumskes Liebesschule
- 1973: Ich und die Mafia
- 1977: Ein Haus in der Provinz (Fernsehserie, 1 Folge)
- 1981: Jeppe pa bjerget